# Leptodiaptomus insularis
Leptodiaptomus insularis is een eenoogkreeftjessoort uit de familie van de Diaptomidae. De wetenschappelijke naam van de soort is voor het eerst geldig gepubliceerd in 1956 door Kincaid.